# Mechanitis nessaea
Mechanitis nessaea är en fjärilsart som beskrevs av Richard Haensch 1905. Mechanitis nessaea ingår i släktet Mechanitis och familjen praktfjärilar. Inga underarter finns listade i Catalogue of Life.